# Lažni prijatelji
Lážni prijátelji se v jezikoslovju imenujejo podobne besede v različnih jezikih, ki imajo različne pomene. Zahrbtni »prijatelji« površnih poznavalcev so zlasti besede v sorodnih jezikih. Lažnih prijateljev je veliko med slovanskimi jeziki.
Besede izhajajoče iz staroslovanskega korena »prosto« v različnih slovanskih jezikih pomenijo: »prosto, svobodno« (slovenščina); »enostavno, preprosto« (drugi slovanski jeziki), pa tudi »naravnost« (lužiška srbščina (dolnja in gornja), kašubščina, poljščina, beloruščina, ukrajinščina) oziroma »vulgarno« (bosanščina, hrvaščina, srbščina) (glej zemljevid).
Preglednica lažnih prijateljev slavistov je ena izmed Wikiknjig: False Friends of the Slavist, katere del je seznam pravih in lažnih prijateljev med slovenščino in drugimi slovanskimi jeziki.